# Hartwig von Linstow
Hartwig von Linstow, vollständig Hartwig Christian Wilhelm von Linstow (* 4. August 1810 in Frydenlund, Rudersdal Kommune; † 22. Oktober 1884 in Ratzeburg) war ein dänisch-deutscher Verwaltungsjurist und kommissarischer Präsident der Regierung des Herzogtums Lauenburg in Ratzeburg. 

## Leben
Hartwig von Linstow entstammte dem ursprünglich mecklenburgischen Adelsgeschlecht von Linstow; er war der älteste Sohn des dänischen Forstmeisters Wilhelm Bernhard von Linstow (* 10. März 1776; † 16. September 1847) auf Frydenlund und dessen erster Ehefrau Dorothea Margarethe von Astrup (* 1. Juli 1780; † 2. Mai 1832). Sein Vater war seit 1819 königlicher Jägermeister des mit Dänemark seit 1815 in Personalunion verbundenen Herzogtums Lauenburg. Otto Friedrich Bernhard von Linstow war sein Neffe.
Er studierte Rechtswissenschaften an den Universitäten Berlin, München und Kiel. 1833 bestand er vor dem Obergericht Gottorf sein Examen und trat als Auskultant in den Verwaltungsdienst des Herzogtums Lauenburg. Später wurde er Regierungsassessor, dann Regierungsrat. Als solcher wurde er erster Assessor beim Lauenburgischen Konsistorium. Im Zusatz-Artikel 2 des Vertrags von Malmö (1848) wurde er in seinem Amt bestätigt. Von 1857 bis zum Ausscheiden Lauenburgs und Holsteins 1858 gehörte er als vom König ernanntes Mitglied für das Herzogtum Lauenburg dem Dänischen Reichsrat an.
Linstow blieb auch bei der Übergabe der Landeshoheit an Preußen im Amt. 1865 gehörte er zu der Delegation, die König Wilhelm I. als neuen Landesherrn an der Grenze in Büchen willkommen hieß. In der Nachfolge von Ludwig Ferdinand Graf von Kielmannsegg war er eine Zeit lang kommissarischer Regierungspräsident. Gleichzeitig wurde er zum Konsistorialpräsidenten ernannt. 
Mit der 1876 erfolgten völligen Angliederung des nunmehrigen Kreis Herzogtum Lauenburg an Preußen und der Auflösung des Lauenburgischen Konsistoriums trat er in den Ruhestand.
Er heiratete am 17. Mai 1839 Caroline Prahl-Carstens (* 13. Juli 1812; † 18. Februar 1855). Das Paar hatte einen Sohn:
- Theodor Karl Gustav (* 4. November 1841; † 22. Mai 1874), Landvogt

## Auszeichnungen
- Titel Kammerherr
- Dannebrogorden, Ritter 1856[2]
- Dannebrogsmann
- Königlicher Kronen-Orden (Preußen), 3. Klasse (1865)[3]